# Ravenna (Texas)
Ravenna város az USA Texas államában, Fannin megyében. Lakosainak száma 175 fő (2020. április 1.).

## Népesség
A település népességének változása:
| Lakosok száma | 215  | 209  | 175  |
|               | 2000 | 2010 | 2020 |